# FSVツヴィッカウ
FSVツヴィッカウ（ドイツ語: FSV Zwickau）は、ドイツの東部、ザクセン州の都市ツヴィッカウを本拠地とするサッカークラブである。東ドイツ1部リーグ（DDRオーバーリーガ）の初代優勝クラブだが、現在は下位のリーグに低迷している。

## 歴史
旧東ドイツ時代に合併、改称を繰り返したため、クラブの起源を定めることは難しい。その起源となるクラブの一つであるSGプラニッツは1912年に創設されており、最も古い起源を示すのであればこの年になる。旧東ドイツ1部リーグ（DDRオーバーリーガ）の初年度（1949年-1950年）に優勝を果たした。（ただし、決勝で戦ったSGドレスデン・フリードリヒシュタットがブルジョワ的クラブとみなされていたため、様々な政治的圧力がかかりツヴィッカウの優勝を導いたとも考えられている。）「ZSG Horch Zwickau」、「BSG Motor Zwickau」、「BSG Sachsenring Zwickau」などのクラブ名変更を経て現クラブ名となった。
クラブ最大の成功は、1975年-1976年シーズンにおけるUEFAカップウィナーズカップ4強である。この時にはクラブはパナシナイコス、フィオレンティーナ、セルティックといった強豪を撃破した。
しかし東欧革命、ドイツ統一後は、西側のクラブとの資金力の差などから低迷を余儀なくされている。一時は5部リーグにまで降格したが、現在は4部リーグに復帰した。2015-16シーズンにプレーオフを勝ち抜き、2016-2017シーズンからのブンデスリーガ3部への昇格が決定した。

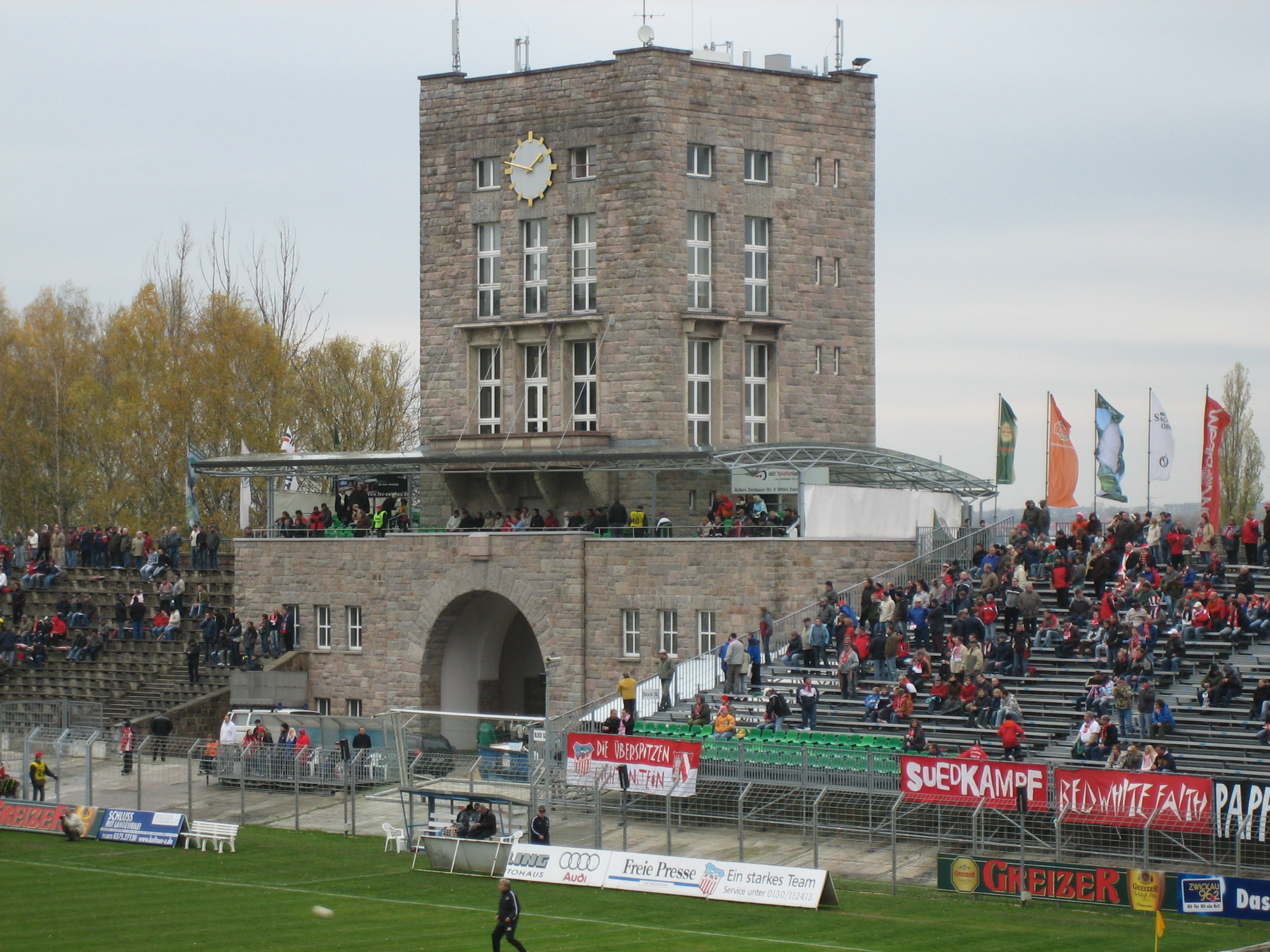
スタジアムの風景

## タイトル

### 国内タイトル
- レギオナルリーガ・北東部：1回
  - 2015-16
- DDRオーバーリーガ:1回
  - 1949-50
- FDGBポカール:3回
  - 1962-63, 1966-67, 1974-75

### 国際タイトル
- なし

## 過去の成績
| シーズン | ディビジョン             | ディビジョン | ディビジョン | ディビジョン | ディビジョン | ディビジョン | ディビジョン | ディビジョン | ディビジョン | DFBポカール |
| シーズン | リーグ                   | 試           | 勝           | 分           | 敗           | 得           | 失           | 点           | 順位         | DFBポカール |
| -------- | ------------------------ | ------------ | ------------ | ------------ | ------------ | ------------ | ------------ | ------------ | ------------ | ----------- |
| 2012-13  | レギオナルリーガ・北東部 | 30           | 13           | 14           | 3            | 44           | 14           | 53           | 3位          |             |
| 2013-14  | レギオナルリーガ・北東部 | 30           | 12           | 7            | 11           | 38           | 38           | 43           | 6位          |             |
| 2014-15  | レギオナルリーガ・北東部 | 28           | 16           | 9            | 3            | 45           | 21           | 57           | 2位          |             |
| 2015-16  | レギオナルリーガ・北東部 | 34           | 24           | 5            | 5            | 77           | 30           | 77           | 1位          |             |
| 2016-17  | ブンデスリーガ3部        | 38           | 16           | 8            | 14           | 47           | 54           | 56           | 5位          | 1回戦敗退   |
| 2017–18  | ブンデスリーガ3部        | 38           | 10           | 11           | 17           | 38           | 55           | 41           | 15位         |             |
| 2018-19  | ブンデスリーガ3部        | 38           | 14           | 10           | 14           | 49           | 47           | 52           | 7位          |             |
| 2019-20  | ブンデスリーガ3部        | 38           | 11           | 11           | 16           | 56           | 61           | 44           | 16位         |             |
| 2020-21  | ブンデスリーガ3部        | 38           | 13           | 12           | 13           | 46           | 45           | 51           | 10位         |             |
| 2021-22  | ブンデスリーガ3部        | 36           | 11           | 14           | 11           | 46           | 44           | 47           | 10位         |             |
| 2022-21  | ブンデスリーガ3部        | 38           |              |              |              |              |              |              | 位           |             |

## 欧州の成績
| シーズン | 大会                       | ラウンド | 対戦相手           | ホーム | アウェー | 合計        |  |
| -------- | -------------------------- | -------- | ------------------ | ------ | -------- | ----------- |  |
| 1963-64  | UEFAカップウィナーズカップ | 1回戦    | MTKブダペスト      | 1-0    | 0-2      | 1-2         |  |
| 1967-68  | UEFAカップウィナーズカップ | 1回戦    | トルペド・モスクワ | 0-1    | 0-0      | 0-1         |  |
| 1975-76  | UEFAカップウィナーズカップ | 1回戦    | パナシナイコス     | 2-0    | 0-0      | 2-0         |  |
| 1975-76  | UEFAカップウィナーズカップ | 2回戦    | フィオレンティーナ | 1-0    | 0-1      | 1-1 (5-4 p) |  |
| 1975-76  | UEFAカップウィナーズカップ | 準々決勝 | セルティック       | 1-0    | 1-1      | 2-1         |  |
| 1975-76  | UEFAカップウィナーズカップ | 準決勝   | アンデルレヒト     | 0-3    | 0-2      | 0-5         |  |

## 歴代監督
- ユルゲン・クロイ 1984-1988
- ヨアヒム・シュトライヒ 1996-1997
- カール＝ハインツ・ケルベル 1997-1998
- トルステン・ツィークナー 2012-2018
- ダニー・ケーニッヒ  (暫定) 2018
- ジョー・エノック 2018-

## 歴代所属選手
- ユルゲン・クロイ 1965-1981
- ドウェイン・デ・ロサリオ 1997-1999
- ヨゾ・スタニッチ 2020-2021
- アントニー・ジーレ 2022-